# Charles Le Goffic
Charles Henri Le Goffic, född 14 juli 1863, död 12 februari 1932, var en fransk författare.
Le Goffic gjorde 1889 en i sällsynt grad uppmärksammad debut med diktsamlingen Amour breton och gav sedan i skilda former, som lyrik, romaner (exempelvis Le crucifié de Kéraliès, 1892) och kulturstudier (exempelvis L'âme bretonne, 4 band, 1902-22) gett en fyllig och konstnärligt högstående totalbilda av människor och landskap i sin hemprovins Bretagne. Le Goffic framträdde även som litteraturhistoriker med verk som Les romanciers d'aujourd'hui (1890), Racine (1912) och La littérature française aux XIX et XX siècles (1912).